# Samuel Fränkel
Samuel Fränkel (hebr. ‏שמואל פרנקל‎; ur. 22 listopada 1801 w Białej, zm. 28 lipca 1881 w Prudniku) – niemiecki przemysłowiec pochodzenia żydowskiego, działacz społeczny, założyciel fabryki włókienniczej S. Fränkel w Prudniku, działającej do 2011 jako Zakłady Przemysłu Bawełnianego „Frotex”, przewodniczący prudnickiej gminy żydowskiej, fundator synagogi w Prudniku.

## Życiorys

### Rodzina
Pochodził z żydowskiej rodziny kupieckiej. Był synem Abrahama Isaaka Fränkla (1750–1835) i jego drugiej żony Chandel Fränkel (1773–1866). W 1824 Samuel poślubił Esterę Polke (1802–1879), córkę Löbela Polkego i Berachy Adler. W małżeństwie tym urodziło się czternaścioro dzieci (jedenaścioro przeżyło wiek dziecięcy): Zwi, Menachem, Jehuda (1825–1858), Akiba (1826–1834), Dorothea (1829–1904), Cäcilie (1830–1916), Josef (1831–1864) Jenny (1833–1892), Abraham (1835–1904), Albert (1837–1909), Auguste (1838–1919), Rosalie (1840–1913), Emanuel (1842–1920) i Hermann (1844–1901).

### Kariera
W roku 1827 Samuel Fränkel wraz z rodziną przeniósł się z Białej do Prudnika. W kamienicy w północno-zachodnim narożniku Rynku w Prudniku założył sklep, w którym handlował m.in. tkaninami wytwarzanymi w lokalnych warsztatach, wełną, bawełną, materiałami lnianymi, parasolami, porcelaną i zabawkami. Kamienica początkowo nie należała do Fränkla, wynajmował w niej tylko kilka pomieszczeń. Dopiero w 1839 kupił budynek od Barbary Pulzner za 3090 talarów. Mieszkanie Fränklów znajdowało się nad sklepem.
W 1843 Fränkel posiadał jedną prasę oraz bielarnię trawnikową. W latach 40. XIX wieku wszedł w spółkę z prudnickimi przedsiębiorcami włókienniczymi – Isaackiem Mokrauerem, Johannem Esslerem, Kalmannem, Borkertem oraz wdową Schneider, w celu polepszenia jakości oraz poszerzenia produkcji. Wyroby adamaszkowe zaprezentowane przez niego i Mokrauera na wystawie w 1844 w Berlinie spotkały się uznaniem. Jego produkty chwalone były na łamach „Preußische Allgemeine Zeitung”. Fränkel postanowił założyć zakład, w którym odbywałby się cały proces produkcyjny. W 1847 150 z 240 prudnickich krosien należało do Fränkla. Przed prudnicką Górną Bramą wzniesiono budynek suszarni i magla. W 1847 Fränkel przejął firmę swojego największego konkurenta Augusta Thilla.

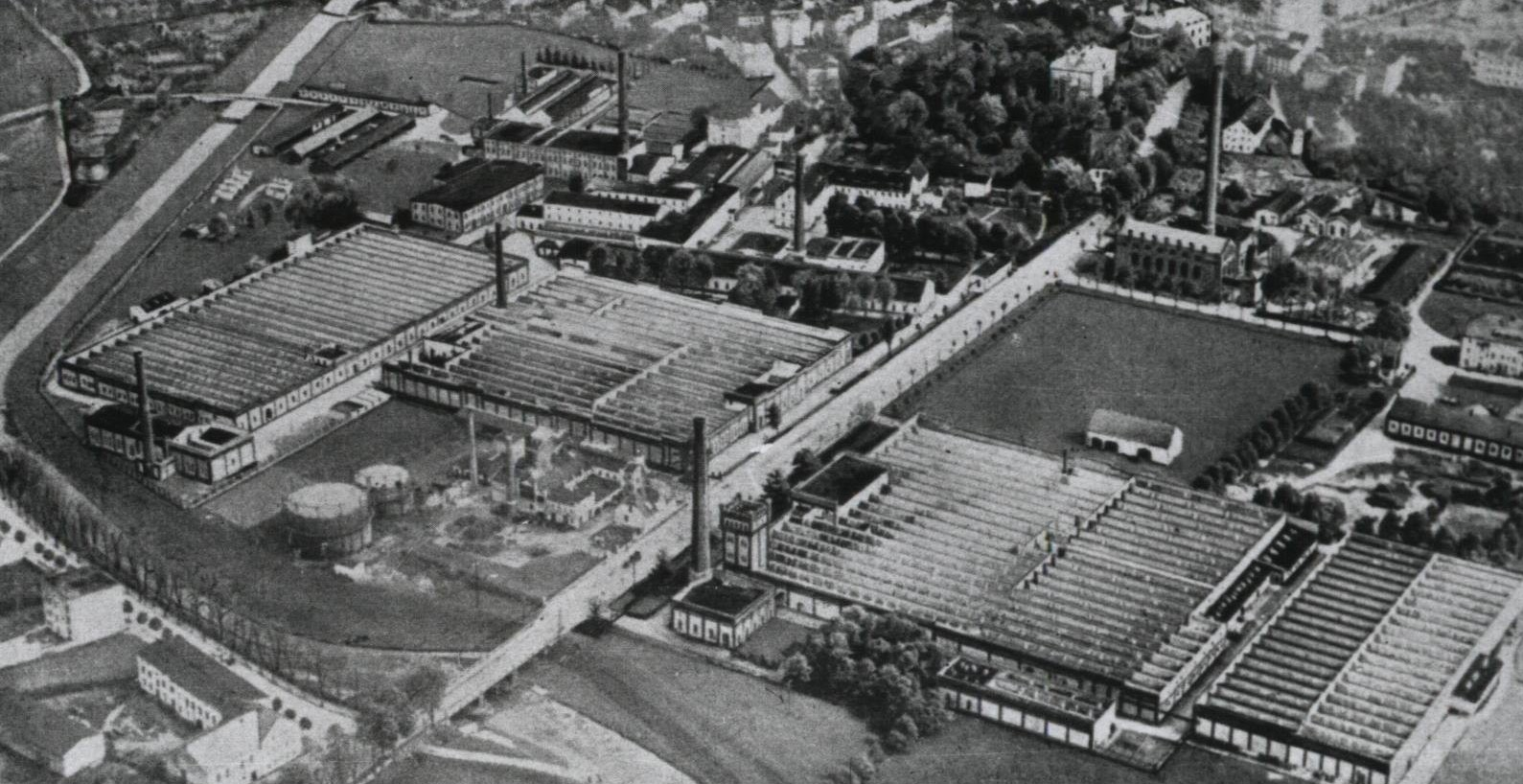
Zakłady Fränkla

W 1848 ministerstwo handlu i rzemiosła rozpatrzyło pozytywnie wniosek Fränkla o dofinansowanie zakupu trzywałkowego kalandra. Jego zakład zatrudniał wówczas 340 osób. W 1850 wartość produkcji zakładu wyniosła 103 000 talarów. Fränkel założył spółkę komandytową, w skład której weszli chałupnicy z Głuchołaz, Korfantowa oraz Kietrza, dzięki czemu zmonopolizował przemysł płócienniczy w rejencji opolskiej. Został przewodniczącym powstałej w 1854 prudnickiej gminy żydowskiej. W 1857 został odznaczony orderem Orła Czerwonego IV klasy. W 1863 otrzymał tytuł radcy komisarycznego, który w 1871 „za zasługi w czasie wojny francusko-pruskiej” rozszerzono do rangi tajnego radcy komisarycznego.
W 1857 zakupił folusz, a w 1859 w zakładzie zainstalowano nieznany dotąd w Niemczech typ maszyny – Beatling Mills, który służył do uszlachetniania gotowych wyrobów. Prudnickie wyroby prezentowane były na targach i wystawach m.in. w Monachium, Berlinie, Paryżu oraz Londynie. Zdobywały uznanie, co wpływało na ich rosnącą popularność. Na początku lat 60. XIX wieku dla Fränkla pracowało łącznie 1900 osób. W 1863 odkupił 7 morgów ziemi w pobliżu zakładu, gdzie wzniósł kolejne zabudowania przedsiębiorstwa.
1 grudnia 1864 firma została przekształcona w otwartą spółkę handlową Die Offene Handelsgesellschaft S. Fränkel. Akcjonariuszami, oprócz Samuela Fränkla, zostali jego syn Albert oraz zięć Josef Pinkus. Otrzymawszy wykształcenie, synowie Abraham, Emanuel i Hermann weszli jako udziałowcy w skład spółki. Felix Triest w wydanej w 1865 książce przedstawił przedsiębiorstwo Fränkla jako „działającą od 30 lat i prężnie rozwijającą się firmę”. Zdaniem Triesta, było to „wiodące przedsiębiorstwo na Górnym Śląsku”.

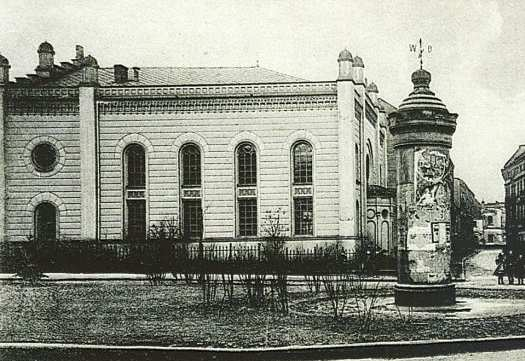
Synagoga w Prudniku, ufundowana przez Fränkla

Organizował odczyty poezji oraz kameralne koncerty znanych na świecie pianistów (m.in. Wilhelma Backhausa i Waltera Giesekinga). Fränkel z własnych środków sfinansował budowę synagogi w Prudniku, której poświęcenia dokonał 3 maja 1877 (została spalona w 1938 podczas nocy kryształowej). Abraham przejął stanowisko przewodniczącego prudnickiej gminy żydowskiej, gdy ustąpił z niego Samuel. Fränkel ustanowił stypendium dla uczniów Królewskiego Gimnazjum w Prudniku w wysokości 4 326,92 marek. Z okazji srebrnego wesela ofiarował szkole 1000 talarów.

### Śmierć

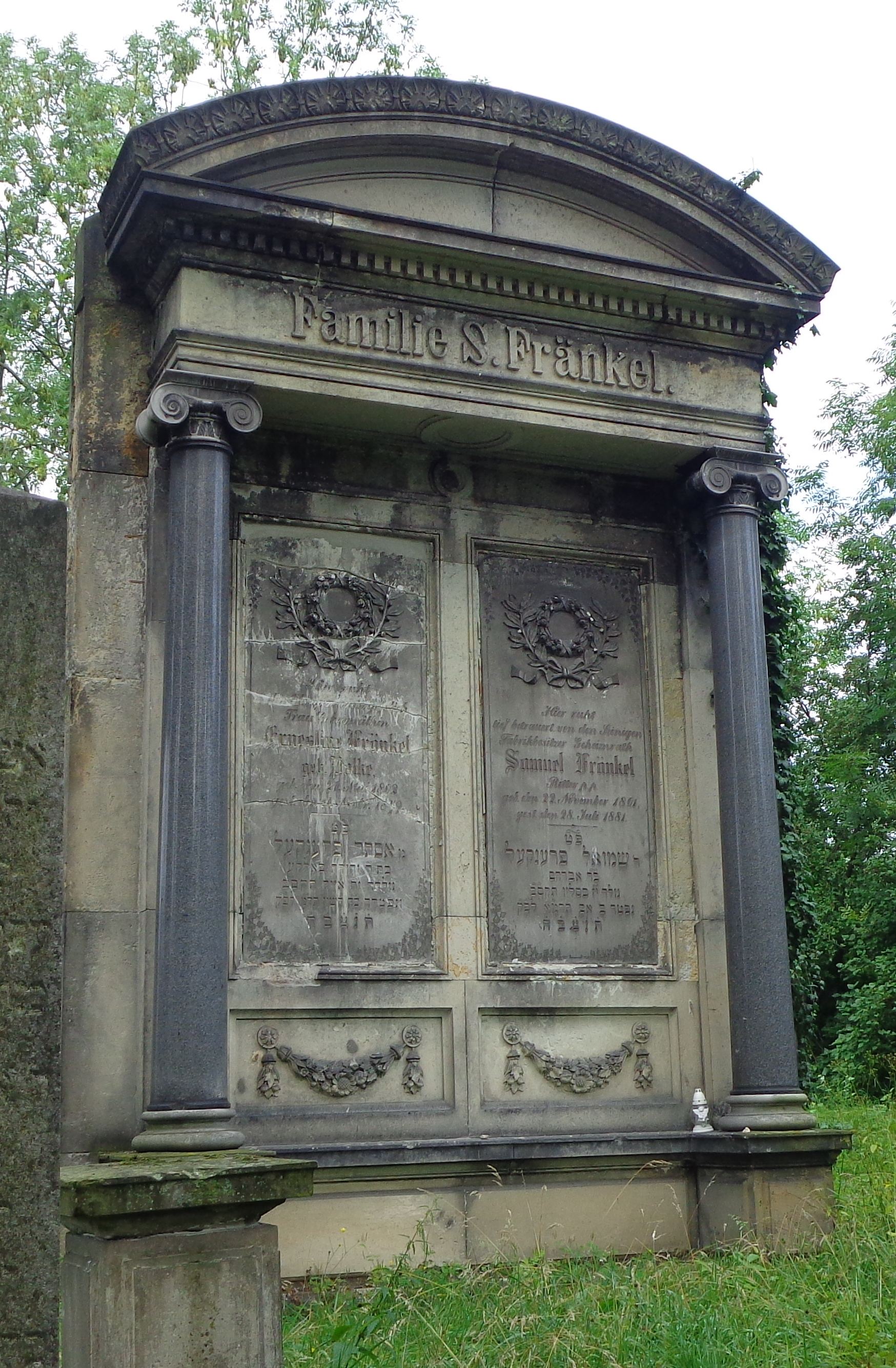
Grobowiec Samuela Fränkla i jego żony Esther

Fränkel zmarł 28 lipca 1881. Został pochowany na cmentarzu żydowskim w Prudniku przy ul. Kolejowej. Na mocy jego testamentu przekazano 900 marek prudnickim szpitalom, 2100 klasztorowi bonifratrów na zakup nowych łóżek do przyklasztornej lecznicy i 15000 marek prudnickiemu magistratowi, z czego co roku 11 listopada i 11 grudnia wydawano na węgiel, który rozdawano potrzebującym mieszkańcom miasta. Założone przez niego przedsiębiorstwo funkcjonowało do 2011 jako Zakłady Przemysłu Bawełnianego „Frotex”.

## Upamiętnienie

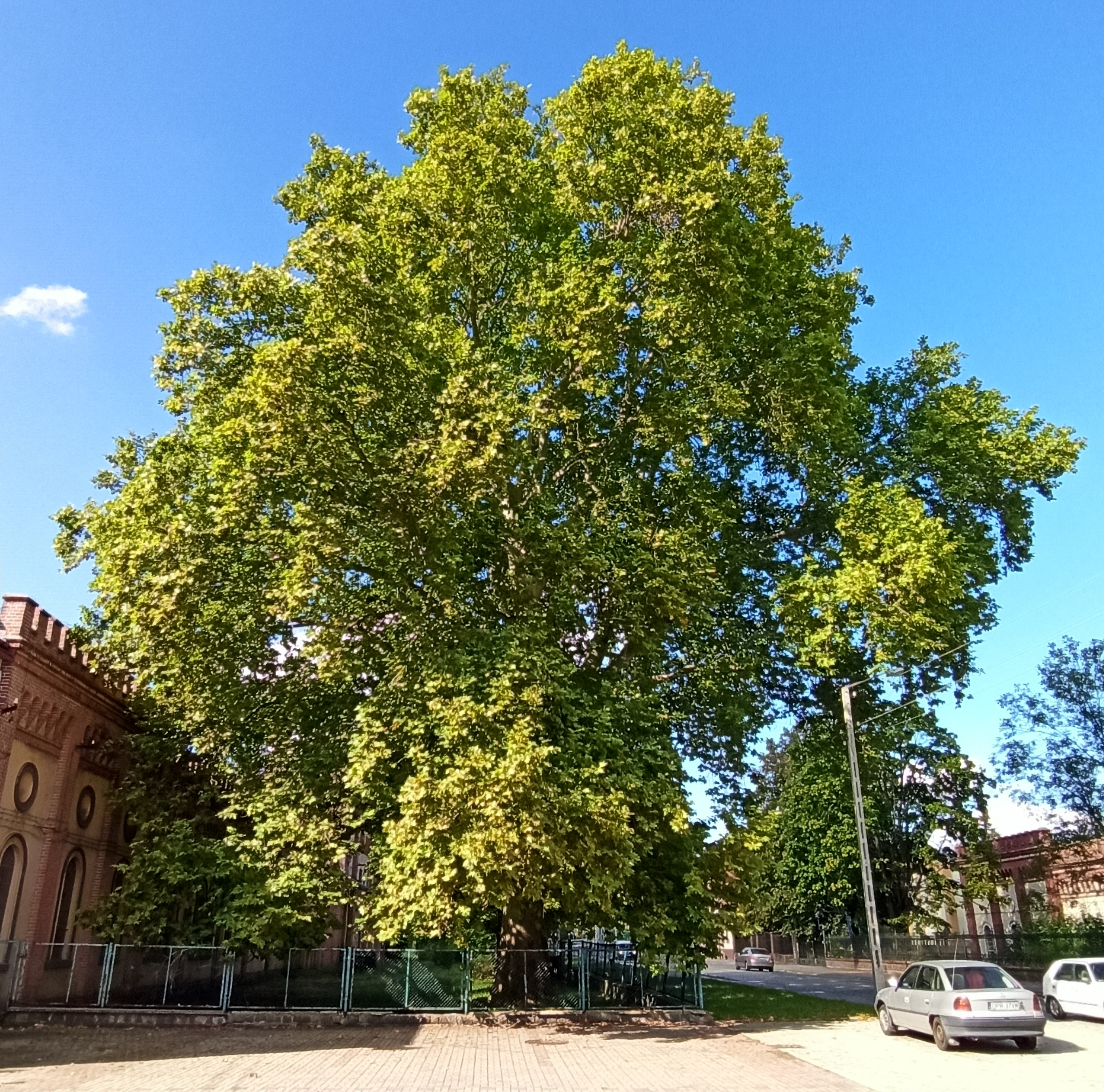
Platan klonolistny „Samuel” w Prudniku

28 listopada 1901 w prudnickiej synagodze został odśpiewany „Hymn z okazji 100. urodzin niezapomnianego, tajnego radcy pana Samuela Fränkla”. Został zagrany ponownie 5 grudnia 2019 przez zespół skrzypcowy uczniów Państwowej Szkoły Muzycznej I stopnia im. Karola Szymanowskiego w Prudniku w ramach promocji polsko-czeskich publikacji Marcina Husaka pt. „Fränklowie i Pinkusowie – ocalałe dziedzictwo” oraz Michala Vychlidala pt. „Flemmichowie i Schielowie – tekstylne dziedzictwo”.
18 czerwca 2016 jego imieniem nazwano platan klonolistny znajdujący się przy dawnej portierni „Frotexu”.
28 maja 2020 z inicjatywy burmistrza Prudnika Grzegorza Zawiślaka imię Samuela Fränkla otrzymała nowo powstała ulica łącząca Jasionowe Wzgórze z ul. Powstańców Śląskich